# Mông Cổ thuộc Thanh
Mông Cổ thuộc Thanh (chữ Hán: 清代蒙古), còn gọi là Mông Cổ Minh kỳ (蒙古盟旗), là sự cai trị của nhà Thanh của Trung Quốc trên thảo nguyên Mông Cổ, bao gồm cả bốn aimag ở vùng Ngoại Mông và 6 liên minh ở vùng Nội Mông từ thế kỷ 17 đến cuối triều đại. "Mông Cổ" ở đây được hiểu theo nghĩa lịch sử rộng lớn hơn. Khagan cuối cùng Ligden chứng kiến sức mạnh của mình bị suy yếu trong những cuộc chinh chiến với các bộ lạc Mông Cổ và bị đánh bại bởi người Mãn Châu, ông qua đời ngay sau đó. Con trai của ông, Ejei Khan, đã cho Hoàng Thái Cực quyền lực hoàng gia, chấm dứt chế độ triều đại Bắc Nguyên, quyền lực nhà Thanh được tập trung tại Nội Mông vào năm 1635. Tuy nhiên, nhóm người Khalkha (Khách Nhĩ Khách) ở Ngoại Mông vẫn tiếp tục cai trị cho đến khi họ bị tấn công bởi Hãn quốc Chuẩn Cát Nhĩ vào năm 1690, đến triều nhà Thanh vào năm 1691.
Triều đại nhà Thanh do nhà cầm quyền Mãn Châu đã cai trị Nội Mông và Mông Cổ trong hơn 200 năm. Trong thời kỳ này, nhà cầm quyền Thanh đã thành lập các cơ chế hành chính riêng để quản lý từng khu vực. Trong khi đế chế duy trì sự kiểm soát vững chắc ở cả nội địa lẫn bên ngoài Mông Cổ, thì Mông Cổ bên ngoài thủ đô Bắc Kinh có nhiều quyền tự chủ hơn, và giữ lại ngôn ngữ và văn hoá của họ trong thời kỳ này.

## Lịch sử

Nhà Thanh năm 1820

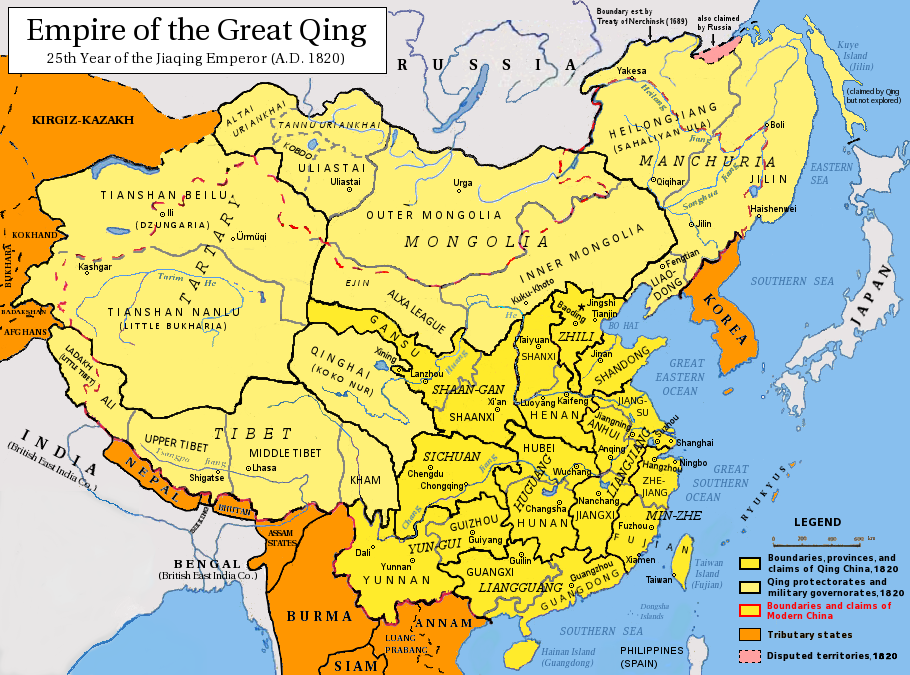
Nhà Thanh năm 1820, với các tỉnh màu vàng đậm, vùng đất quân sự và bảo hộ màu vàng nhạt, nhà nước nhánh màu cam

Trong suốt thế kỷ 17 và 18, hầu hết các khu vực sinh sống của người Mông Cổ, đặc biệt là Ngoại Mông và Nội Mông đã trở thành một phần của đế quốc nhà Thanh. Ngay cả trước khi triều đại bắt đầu chiếm quyền kiểm soát Trung Quốc vào năm 1644, các cuộc chạy trốn của Ligden Khan đã khiến một số bộ lạc Mông Cổ liên minh với nhà nước người Mãn Châu. Người Mãn Châu chinh phục một bộ lạc Mông Cổ trong tiến trình chiến tranh chống lại nhà Minh. Quan hệ sớm của Nurhaci với các bộ lạc Mông Cổ chủ yếu là liên minh. Sau khi Ligden thất bại và chết, con trai của ông đã phải nộp vùng đất của mình cho Mãn Châu, và khi nhà Thanh được thành lập, hầu hết những gì được gọi là Nội Mông đã thuộc về nhà nước mới. Người Khalkha ở Mông Cổ dã trở thành một phần của triều đại nhà Thanh sau thất bại với Chuẩn Cát Nhĩ không có cơ hội duy trì độc lập. Khoshud ở Thanh Hải đã bị chinh phục vào năm 1723 - 1724. Người Chuẩn Cát Nhĩ cuối cùng đã bị tiêu diệt, và lãnh thổ của họ đã bị chinh phục, vào năm 1756 - 1757 người Chuẩn Cát Nhĩ bị diệt chủng. Người Mông Cổ cuối cùng gia nhập Torghut của người Kalmyks ở Ili năm 1771.
Sau khi chinh phục nhà Minh, nhà Thanh đã xác định được nhà nước của họ là Trung Quốc (中國, thuật ngữ "Trung Quốc" trong tiếng Trung Quốc hiện đại), và gọi nó là "Dulimbai Gurun" ở Mãn Châu. Khi nhà Thanh chinh phục Chuẩn Cát Nhĩ vào năm 1759, họ tuyên bố rằng vùng đất mới thuộc về Chuẩn Cát Nhĩ bây giờ đã bị hấp thu vào "Trung Quốc" (Dulimbai Gurun) trong một đài tưởng niệm bằng tiếng Mãn Châu. Nhà Thanh giải thích về ý thức hệ của họ rằng họ đang tập hợp những người ngoài Trung Quốc không phải người Hán như những người Mông Cổ Nội Mông, Mông Cổ Đông, Mông Cổ Oirat và người Tây Tạng cùng với người Hán "vào trong" một gia đình "thống nhất trong đất nước của nhà Thanh".  Phiên bản tiếng Mãn Châu của Công ước Kyakhta (1768), một hiệp ước với Đế quốc Nga về phân giới đã chỉ những người từ nhà Thanh là "những người từ Vương quốc Trung tâm (Dulimbai Gurun)", và việc sử dụng "Trung Quốc" (Dulimbai gurun i niyalma) trong quy ước chắc chắn đã đề cập đến người Mông Cổ. Trong tài liệu của chính quyền Mãn Châu về cuộc họp với nhà lãnh đạo Mông Cổ Torghut Ayuki Khan, người ta đã đề cập rằng Mông Cổ Torghut không giống người Nga nhưng mà vào đó là "những người ở Nhà nước Trung tâm" (中國 之 人; Dulimbai gurun i niyalma) như Mãn Châu . Tuy nhiên, do có nhiều cách khác nhau để hợp thức hóa cho các dân tộc khác nhau trong nhà Thanh, một số người không phải người Hán như Mông Cổ tự cho mình là đối tượng bị nhắm đến của nhà nước Thanh nhưng là bên ngoài Trung Quốc hoặc Khitad.
Từ những năm đầu, mối quan hệ của người Mãn Châu với các bộ lạc Mông Cổ láng giềng đã trở nên quan trọng trong sự phát triển triều đại. Nurhaci đã trao đổi vợ và phi tần với người Khalkha từ năm 1594, và cũng nhận được danh hiệu từ họ vào đầu thế kỷ 17. Ông cũng củng cố mối quan hệ của mình với các phần của quần thể Khorchin và Kharachin của Mông Cổ phía Đông. Họ công nhận Nurhaci là Khan, và ngược lại các dòng họ hàng đầu của những nhóm này được Nurhaci đặt tên và kết hôn với gia đình mở rộng của mình. Nurhaci đã chọn cách nhấn mạnh khác nhau về sự khác biệt hoặc tương đồng trong lối sống với người Mông Cổ vì lý do chính trị. Nurhaci nói với Mông Cổ rằng "Các ngôn ngữ của người Trung Quốc và Hàn Quốc khác nhau, nhưng quần áo và cách sống của họ đều giống nhau, giống như chúng ta Mãn Châu (Jušen) và Mông Cổ. lối sống cũng vậy". Sau đó, Nurhaci chỉ ra rằng mối ràng buộc với người Mông Cổ không dựa vào bất kỳ văn hoá chia sẻ thực sự nào, thay vào đó là lý do thực tế của "chủ nghĩa cơ hội lẫn nhau" khi ông nói với người Mông Cổ: "Các bạn Mông Cổ chăn nuôi gia súc, ăn thịt, người dân ở các cánh đồng và sống bằng ngũ cốc. Chúng tôi không phải là một quốc gia và chúng tôi có những ngôn ngữ khác nhau " Khi Nurhaci chính thức tuyên bố độc lập khỏi triều đại nhà Minh và tuyên bố thành lập nhà Hậu Kim vào năm 1616, ông đã tự cho mình một cái tên theo kiểu Mông Cổ, củng cố yêu sách của ông đối với truyền thống lãnh đạo Mông Cổ. Các biểu ngữ và các thể chế khác của Mãn Châu là những ví dụ về tính lai giống sản xuất, kết hợp các yếu tố Mông Cổ "thuần túy" (như kịch bản) và các yếu tố Hán. Giao phối với các gia đình quý tộc người Mông Cổ đã củng cố mối liên hệ giữa hai dân tộc. Hoàng Thái Cực tiếp tục mở rộng chính sách liên kết hôn nhân; ông đã sử dụng mối quan hệ hôn nhân để thu hút hơn nữa hai mươi lăm bộ tộc Nội Mông tham gia liên minh Mãn Châu. Mặc dù mối quan hệ thân thiết giữa Mãn Châu và Mông Cổ ngày càng gia tăng, Ligdan Khan, Khan cuối cùng từ Chakhar, đã kiên quyết phản đối việc gia tăng quyền lực của Mãn Châu và coi ông là đại diện hợp pháp của truyền thống đế quốc Mông Cổ. Nhưng sau nhiều lần bị thua trận trong trận chiến với Manchus trong những năm 1620 và đầu những năm 1630. Chỉ sau cái chết của ông vào năm 1634, con trai ông Ejei Khan cuối cùng đã nộp đất cho Hoàng Thái Cực vào năm 1635 và con dấu Nguyên cũng được cho là được giao lại cho sau, kết thúc nhà Bắc Nguyên. Ejei Khan được trao danh hiệu vương (Tần Vương, 親王). Những người Nội Mông đầu hàng đã được chia thành các đơn vị hành chính riêng biệt. Ngay sau đó, Mãn Châu đã thành lập nhà Thanh và trở thành nhà cai trị của Trung Quốc.
Ejei Khan qua đời vào năm 1661 và được kế thừa bởi anh trai Abunai. Sau khi Abunai cho thấy sự bất mãn với luật lệ của nhà Thanh, ông bị bắt vào năm 1669 tại Thẩm Dương và Hoàng đế Khang Hy đã trao danh hiệu cho con trai Borni của ông. Abunai sau đó dành thời gian của mình để chuẩn bị và sau đó ông và anh trai Lubuzung của ông nổi dậy chống lại nhà Thanh vào năm 1675 trong Cuộc nổi dậy Ba Chư hầu, với 3.000 Mông Cổ Chahar người tham gia vào cuộc nổi dậy. Nhà Thanh sau đó đã đánh tan quân nổi dậy trong một trận chiến vào ngày 20 tháng 4 năm 1675, giết Abunai và tất cả những người theo ông. Tước hiệu của họ đã bị bãi bỏ, tất cả các người đàn ông hoàng gia Chahar đã bị xử tử ngay cả khi họ được sinh ra công chúa nhà Thanh, và tất cả các nữ hoàng Chahar đã được bán thành nô lệ ngoại trừ các công chúa nhà Thanh. Người Chahar sau đó đã được đặt dưới sự kiểm soát trực tiếp của Hoàng đế nhà Thanh không giống như các liên minh Nội Mông khác là duy trì sự tự chủ của họ.
Người Khalkha rơi vào tình huống bất đắc dĩ hơn dưới chế độ Thanh, và họ chỉ nộp cho Hoàng đế Khang Hy sau khi họ bị một cuộc xâm lược từ Chuẩn Cát Nhĩ dưới sự lãnh đạo của Galdan.

Bản đồ Siberia vào thế kỷ 18 (màu xanh) và thế kỷ 19 (màu đỏ).

Ba hãn của Khalkha ở Ngoại Mông đã thiết lập mối quan hệ chặt chẽ với triều đại nhà Thanh từ thời trị vì của Hoàng Thái Cực, nhưng vẫn giữ được tự quản. Trong khi các nhà lãnh đạo Thanh đã cố gắng kiểm soát khu vực này, các Oyirod ở phía tây Khalkha dưới sự lãnh đạo của Galdan cũng đang tích cực thực hiện những nỗ lực đó. Sau khi kết thúc cuộc chiến chống lại ba chư hầu, Hoàng đế Khang Hy đã có thể chuyển sự quan tâm của ông đến vấn đề này và đã cố gắng đàm phán ngoại giao. Tuy nhiên, Galdan đã tấn công các vùng Khalkha, và Khang Hy đã đáp trả bằng cách trực tiếp dẫn 8 toán hạng đạo quân với những khẩu súng hạng nặng vào trong khu vực để chống lại lực lượng của Galdan, cuối cùng đánh bại được nhóm này. Trong thời gian trị vì Khang Hy đã tổ chức một cuộc đại hội các nhà cai trị Khalkha và Nội Mông Cổ ở Đa Luân năm 1691, nơi các hãn Khalkha chính thức tuyên bố trung thành với ông. Cuộc chiến chống lại Galdan đã đưa Khalkhas trở thành một phần của nhà Thanh, và ba hãn của Khalkha đã được chính thức trở thành người của tầng lớp quý tộc nhà Thanh vào năm 1694. Do đó vào cuối thế kỷ 17 triều đại nhà Thanh đã đưa cả Nội Mông và Ngoại Mông dưới sự kiểm soát của nó.
Oirat Khoshut ở Thượng Mông ở Thanh Hải nổi dậy chống lại nhà Thanh trong thời trị vì của hoàng đế Ung Chính nhưng bị đánh bại.
Phiến quân Khalkha Monol dưới quyền của Hoàng tử Chingunjav đã lên kế hoạch với lãnh tụ Chuẩn Cát Nhĩ Amursana và dẫn đầu cuộc nổi dậy chống lại nhà Thanh. Nhà Thanh nghiền nát cuộc nổi dậy và hành quyết Chingunjav và cả gia đình ông.
Người Mông Cổ đã bị Nhà Thanh cấm không được vượt qua biên giới của họ, thậm chí vào các Vùng đất biểu tượng Mông Cổ khác và đi vào neidi (18 tỉnh của người Hán) và sẽ bị trừng phạt nếu họ làm điều đó để chia rẽ người Mông Cổ để loại bỏ mối đe dọa đối với nhà Thanh.
Mặc dù chính thức cấm người Hán định cư trên đất Mãn Châu và Mông Cổ, vào cuối thế kỷ 18 nhà Thanh đã quyết định giải quyết những người tị nạn Hán từ miền bắc Trung Quốc đang bị nạn đói, lũ lụt và hạn hán đến Mãn Châu và Nội Mông Cổ và cho người Hán 500.000 ha đất người Mãn Châu và hàng chục ngàn héc-ta ở Nội Mông Cổ vào những năm 1780.
Tổ chức Các vùng đất biểu tượng đã được thực hiện trong số những người Nội Mông và danh hiệu Jasagh được trao cho người lãnh đạo của các vùng đất biểu tượng để làm suy yếu quyền tự trị. Các vùng đất biểu tượng thay thế bộ tộc và cấu trúc gia tộc  bị chia thành người Mông Cổ và Hoàng tử Mông Cổ sử dụng kiến trúc Trung Quốc để xây dựng cung điện của họ. Các nhà quý tộc Mông Cổ và nhà Thanh đã bán đồng cỏ cho của người Hán ở nông trại của người dân Trung Quốc Horqin. Các hoàng tử bị kiểm soát bởi nhà Thanh, các thương nhân Hán cho vay đã gây ra nợ nần và các tu viện đã làm đầy những đàn ông Mông Cổ xuất hiện bên cạnh số dân Mông Cổ bị thu hẹp. Người Hán thuê tờ Vùng đất biểu tượng Mông Cổ sau khi đất đai được đưa ra như là các trả nợ nợ của Hoàng tử Mông Cổ cho các thương nhân Hán, chính quyền nhà Thanh đã được thỉnh cầu bởi Hoàng tử người Mông Cổ Jasak hợp pháp hóa những người định cư Hán trong vùng đất của ông vào năm 1791.

## Sự cai trị
Đối với quản lý các khu vực Mông Cổ, một văn phòng được thành lập, được gọi là Monggol jurgan ở Mãn Châu. Đến năm 1638 nó đã được đổi tên thành Lệ Phan Nguyên, mặc dù nó đôi khi được dịch sang tiếng Anh là "Tòa án thuộc địa" hoặc "Hội đồng quản trị khu vực xa xôi". Văn phòng này báo cáo với hoàng đế nhà Thanh và chịu trách nhiệm không chỉ cho việc quản lý Nội Mông và bên ngoài, mà còn giám sát các cuộc hẹn của các Amban ở Tây Tạng và Tân Cương, cũng như quan hệ với Nga. Ngoài công việc hằng ngày, văn phòng cũng đã chỉnh sửa các đạo luật riêng và một bộ luật cho Ngoại Mông.
Không giống như Tây Tạng, Ngoại Mông trong thời nhà Thanh không có bất kỳ chính phủ bản địa tổng thể. Ở Mông Cổ, đế chế duy trì sự hiện diện của nó thông qua các lực lượng quân sự nhà Thanh dọc theo biên giới phía nam và đông của Mông Cổ, và khu vực này đang bị kiểm soát chặt chẽ. Ở Ngoại Mông, toàn bộ lãnh thổ thuộc về thẩm quyền kỹ thuật của thống đốc quân đội Uliastai, một trụ chỉ do nhà Thanh nắm giữ mặc dù trong thực tế vào đầu thế kỷ 19, Amban ở Urga giám sát phía đông của khu vực, các bộ lạc hoặc các khu vực của Tushiyetu Khan và Sechen Khan, trái với của Sayin Noyan Khan và Jasaghtu Khan nằm ở phía tây, dưới sự giám sát của thống đốc tại Uliastai. Trong khi thống đốc quân đội của Uliastai ban đầu có thẩm quyền trực tiếp đối với khu vực xung quanh Kobdo ở miền tây Ngoại Mông, khu vực sau này đã trở thành một vị trí quản lý độc lập. Chính quyền nhà Thanh đã điều hành cả Nội Mông và Mông Cổ bên ngoài theo Quy chế thu thập của nhà Thanh (Đinh Thanh Huệ Điền) và tiền lệ của họ. Chỉ trong những tranh chấp nội bộ, những người Ngoại Mông hay Khalkha mới được phép giải quyết những bất đồng theo Quy tắc Khalkha truyền thống. Đối với Mãn Châu, liên kết với Mông Cổ là bằng võ thuật và quân sự. Nguyên là "chủ thể ưu tiên", người Mông Cổ có nghĩa vụ phải giúp đỡ triều đình nhà Thanh trong việc chinh phục và đàn áp nổi loạn khắp đế quốc. Quả thật, trong suốt triều đại, cơ cấu quyền lực quân sự nhà Thanh đã thu hút rất nhiều lực lượng Mông Cổ để bảo đảm an toàn của đất nước và mở rộng đế quốc.
Xã hội Mông Cổ chủ yếu bao gồm hai tầng lớp, các quý tộc và thường dân. Tất cả các thành viên của tầng lớp quý tộc Mông Cổ đều có một tầng lớp trong tầng lớp quý tộc của nhà Thanh, và có 10 cấp bậc trong tổng số, trong khi chỉ có các hoàng tử nổi tiếng cai trị với quyền lực tạm thời. Để thừa nhận sự liên kết của họ với triều đại nhà Thanh, các hoàng tử lân cận đã cống nạp hàng năm bao gồm các mặt hàng cụ thể cho Hoàng đế. Đổi lại, họ sẽ nhận được những món quà của đế quốc và vì vậy nhà Thanh không coi đó là một gánh nặng về kinh tế. Người dân Mông Cổ, mặt khác, là những đối tượng biểu tượng có trách nhiệm đóng thuế và làm lao dịch cho các hoàng tử của họ cũng như chính quyền nhà Thanh. Mỗi người đều thuộc một mảnh đất mà họ không thể bỏ đi nếu không có sự cho phép của các hoàng tử, người đã cho phép chăn thả trên cánh đồng của mình phù hợp với số nam giới trưởng thành chứ không phải là tỷ lệ số gia súc chăn thả.
Vào cuối thế kỷ thứ mười tám, du mục người Mông Cổ đã bị phân rã đáng kể. Những ngày của xưa của quyền lực du mục và độc lập đã biến mất. Bên cạnh lợi thế về công nghiệp và kỹ thuật của Trung Quốc trên thảo nguyên, có ba yếu tố chính kết hợp để tăng cường sự suy giảm sức mạnh quân sự một thời vinh quang của Mông Cổ và sự suy tàn của nền kinh tế du mục. Đầu tiên là đơn vị hành chính của các vùng đất biểu tượng, mà nhà Thanh sử dụng để phân chia người Mông Cổ và cắt đứt các đường truyền thống của bộ lạc; không có hoàng tử nào có thể mở rộng và giành được quyền lực vượt trội, và mỗi một vùng đất biểu tượng riêng biệt đều chịu trách nhiệm trực tiếp với chính quyền nhà Thanh. Nếu một hoàng tử hoàng tử làm rắc rối, chính quyền nhà Thanh có quyền miễn nhiệm anh ta ngay lập tức mà không cần lo lắng về dòng dõi của anh ta. Yếu tố quan trọng thứ hai trong việc thuần hoá Mông Cổ một thời là một trường phái "Mũ vàng" của Phật giáo Tây Tạng. Các tu viện và lạt ma dưới thẩm quyền của cư sĩ lạt ma sinh tại thủ đô Bắc Kinh đã được miễn thuế và dịch vụ và được hưởng nhiều đặc ân. Chính quyền nhà Thanh muốn buộc người Mông Cổ vào đế quốc và chính quyền nhà Thanh đã hòa hợp với lý thuyết tôn giáo Trung Quốc trong chừng mực mà tình cảm Mông Cổ cho phép. Ví dụ, thần chiến tranh Trung Quốc, Quan Vũ, giờ đây đã được đánh đồng với một nhân vật được xác định từ lâu với anh hùng dân tộc Tây Tạng và Mông Cổ Geser Khan. Trong khi dân số Mông Cổ đang co lại, số lượng các tu viện đang tăng lên. Ở cả Nội Mông và Ngoại Mông, khoảng một nửa số nam giới trở thành tăng sĩ, thậm chí còn cao hơn Tây Tạng, chỉ có khoảng một phần ba nam giới là tu sĩ. Yếu tố thứ ba trong sự suy thoái kinh tế và xã hội của Mông Cổ là sự gia tăng của yếu tố trước đó. Việc xây dựng các tu viện đã mở rộng đến Ngoại Mông sự thâm nhập của thương mại Trung Quốc. Trước đây, Mông Cổ trao đổi nội địa ít hơn trao đổi phi thị trường ở quy mô tương đối hạn chế, và không có lớp thương gia Mông Cổ. Các tu viện đã giúp đỡ rất nhiều cho các thương nhân Hán để thiết lập sự kiểm soát thương mại của họ trên khắp Mông Cổ và giúp họ tiếp cận trực tiếp với thảo nguyên. Trong khi các thương gia Hán thường kích động sự tức giận của các tu viện và giáo dân vì một vài lý do, hiệu quả ròng của vai trò của các tu viện là sự hỗ trợ cho thương mại của Trung Quốc. Tuy nhiên, đế chế đã có những nỗ lực khác để hạn chế hoạt động của các thương nhân Hán như việc thực hiện việc cấp phép hàng năm, bởi vì chính sách của nhà Thanh đã làm cho Mông Cổ trở thành căn cứ quân sự và người ta cho rằng sự thâm nhập thương mại của người Hán sẽ làm suy yếu mục tiêu này, mặc dù trong nhiều trường hợp những nỗ lực như vậy có ít ảnh hưởng.
Nửa đầu của thế kỷ 19 đã chứng kiến thời hoàng kim của nhà Thanh. Cả Nội Mông và Ngoại Mông tiếp tục cung cấp quân đội nhà Thanh với kỵ binh, mặc dù chính phủ đã cố gắng giữ cho những người Mông Cổ bên ngoài cuộc chiến tranh của đế quốc trong thế kỷ đó. Kể từ khi triều đại đặt Mông Cổ dưới sự kiểm soát của nó, chính phủ không còn sợ họ nữa. Đồng thời, khi chính quyền Mãn Châu ngày càng trở nên trật tự và áp lực dân số ở Trung Quốc đã xuất hiện, triều đại bắt đầu từ bỏ các nỗ lực trước đó nhằm ngăn chặn sự thâm nhập thương mại của người Hán ở vùng thảo nguyên. Xét cho cùng, sự thâm nhập kinh tế của người Hán phục vụ lợi ích của triều đại, bởi vì nó không chỉ cung cấp hỗ trợ cho bộ máy hành chính Mông Cổ của chính phủ mà còn bó buộc Mông Cổ chặt chẽ hơn với phần còn lại của đế quốc. Các nhà quản lý nhà Thanh, tăng cường liên kết với các công ty thương mại Hán, đã ủng hộ mạnh mẽ thương mại Trung Quốc. Có ít người Mông Cổ bình thường, những người vẫn ở trong vùng đất biểu tượng và tiếp tục cuộc sống của họ như những người chăn gia súc, có thể làm gì để tự bảo vệ mình chống lại các vụ tấn công ngày càng tăng mà các hoàng tử, tu viện, và chủ nợ Hán áp đặt lên họ, và những người chăn cừu thông thường ít có tài và phí. Vào thế kỷ 19, nông nghiệp đã lan rộng ở thảo nguyên và vùng đồng cỏ đang chuyển sang sử dụng nông nghiệp ngày càng nhiều. Ngay cả trong thế kỷ 18, số lượng người Hán định cư đã bắt đầu di chuyển vào vùng thảo nguyên Nội Mông và thuê đất từ các tu viện và hoàng tử trang trí làm chậm lại việc giảm diện tích chăn thả cho gia súc Mông Cổ. Trong khi sự kỳ thị của đồng cỏ theo cách này phần lớn là bất hợp pháp, thực tế vẫn không được kiểm tra. Đến năm 1852, các thương nhân người Hán đã thâm nhập sâu vào Nội Mông, và người Mông Cổ đã phải chịu các khoản nợ không thể đòi. Các tu viện đã chiếm nhiều vùng chăn thả, và các tu viện, thương gia và hoàng tử đã cho thuê đất đai đồng cỏ cho người Hán như là đất nông nghiệp, mặc dù cũng có một sự oán giận phổ biến chống lại việc áp thuế nặng nề, việc định cư của người Hán, thu hẹp đồng cỏ, cũng như nợ nần và lạm dụng của thẩm quyền của các hoàng tử biểu ngữ. Nhiều người Mông Cổ nghèo khổ cũng bắt đầu kiếm sống bằng nông trại ở vùng thảo nguyên, thuê đất nông nghiệp từ các hoàng tử của họ hay từ các chủ nhà buôn bán Hán, họ đã mua chúng để làm nông nghiệp để thanh toán nợ. Dù sao đi chăng nữa, thái độ của nhà Thanh đối với việc Trung Quốc chiếm đóng các vùng đất Mông Cổ ngày càng thuận lợi hơn dưới áp lực của các sự kiện, đặc biệt là sau sự kiện Phụ lục Amur của Nga vào năm 1860. Điều này sẽ đạt đến đỉnh cao vào đầu thế kỷ 20, dưới cái tên "Chính sách Mới "hoặc" Quản trị mới " (Tân Trương).

## Phật giáo Tây Tạng
Sau lời mời của Đạt Lai Lạt Ma thứ ba tới Mông Cổ và sự chuyển đổi của Altan Khan, vua của người Mông Cổ Tümed năm 1578, gần như tất cả người Mông Cổ đã trở thành Phật tử trong vòng 50 năm, bao gồm hàng chục ngàn nhà sư, gần như tất cả các tín đồ của trường Gelug và trung thành cho Đức Đạt Lai Lạt Ma. Trong chiến dịch của Hoàng Thái Cực đối với vị Đại Hãn cuối cùng Ligdan Khan, Hoàng Thái Cực ngày càng đạt được đến sự cai trị bao trùm khu vực, bao gồm sự bảo trợ của Phật giáo Tây Tạng mà Mông Cổ đã tin tưởng. Tuy nhiên, trong lòng, ông đã nhìn nhận niềm tin vào đức tin Phật giáo bởi người Mông Cổ với thái độ khinh thị và nghĩ rằng ông đã phá hoại tâm linh người Mông Cổ; ông nói: "Các hoàng tử Mông Cổ đang từ bỏ tiếng Mông Cổ, tên của họ theo hình ảnh của các lạt ma".  Các nhà lãnh đạo Mãn Châu như Hung Taiji đã không tin vào Phật giáo Tây Tạng và không muốn chuyển đổi, thực tế những người từ "không thể sửa được" và những kẻ nói dối "đã được sử dụng để mô tả các Lạt Ma bởi Hoàng Thái Cực, tuy nhiên Hoàng Thái Cực đã bảo trợ Phật giáo vào nhằm mục đích khai thác niềm tin của người Tây Tạng và Mông Cổ trong tôn giáo. Theo sử gia Mãn Châu Jin Qicong, Phật giáo đã được sử dụng bởi nhà Thanh để kiểm soát người Mông Cổ và người Tây Tạng, no là một sự thích đáng nhỏ đối với tục lệ bình thường của người Mãn Châu.
Phật giáo Tây Tạng đã được triều đình nhà Thanh ngưỡng mộ. Mối liên kết lâu dài của quyền thống trị Mãn Châu với Bồ tát Manjusri và sự quan tâm của riêng ông đối với Phật giáo Tây Tạng đã cho thấy sự bảo trợ của Hoàng gia Càn Long về nghệ thuật Phật giáo Tây Tạng và sự bảo trợ cho việc dịch kinh điển Phật giáo. Các tài khoản trong hồ sơ tòa án và nguồn ngôn ngữ Tây Tạng khẳng định sự cam kết cá nhân của mình. Ông nhanh chóng học đọc tiếng Tây Tạng và nghiên cứu văn chương Phật giáo một cách thận trọng. Niềm tin của ông được phản ánh trong hình ảnh Phật giáo Tây Tạng trên ngôi mộ của ông, có lẽ là biểu hiện cá nhân và cá nhân nhất của cuộc đời của hoàng đế. Ông đã hỗ trợ Giáo hội Vàng (giáo phái Gelukpa của Tây Tạng) để "giữ gìn hòa bình với người Mông Cổ" kể từ khi Mông Cổ là những người theo Đức Đạt Lai Lạt Ma và Ban Thiền Lạt Ma của Giáo hội Vàng, và Càn Long đã có lời giải thích này tại Ung Hòa Cung ở Bắc Kinh được ghi một tấm bia mang tên "Lama Shuo" (vào Lạt Ma) vào năm 1792, và ông cũng nói rằng đó là "chỉ đơn thuần theo đuổi chính sách mở rộng tình thương của chúng ta đối với người yếu đuối." dẫn dắt ông bảo trợ Giáo hội Vàng. Mark Elliott kết luận rằng những hành động này mang lại những lợi ích chính trị nhưng "gắn liền với đức tin cá nhân của họ".
Càn Long đã biến Ung Hòa Cung thành một ngôi đền Phật giáo Tây Tạng cho Mông Cổ vào năm 1744 và có sắc lệnh ghi trên một tấm bia để tưởng nhớ nó ở Tây Tạng, Mông Cổ, Trung Quốc và Mãn Châu, với nhiều khả năng là Càn Long lần đầu tiên viết phiên bản Trung Quốc trước tiếng Mãn Châu.
Sức mạnh của các quý tộc Khalkha đã được Càn Long châm ngòi khi ông chỉ định Ishi-damba-nima của gia đình hoàng gia Lithang của đông Tây Tạng là người thứ 3 tái sinh Jebtsundamba thay vì Khalkha, những người muốn được chỉ định. Quyết định này đã bị người Mông Cổ Khalkha phản đối đầu tiên và sau đó họ tìm cách để đẩy ông đến một nơi xa ở Dolonnor, nhưng Càn Long bỏ qua yêu cầu của họ, gửi nhắn rằng ông đã chấm dứt quyền tự trị Ngoại Mông. Quyết định đưa Tây Tạng trở thành nơi duy nhất mà sự luân hồi bắt nguồn từ nhà Thanh là để hạn chế người Mông Cổ.
Ngọn núi Bogda Khan có tơ tằm, nến, và hương được gửi đến từ Urga bởi hai amban nhà Thanh.
Jebtsundamba và Ban Thiền Lạt Ma được người Mông Cổ gọi là bogda.
Hàng năm, các nhà quý tộc Mông Cổ đã phải đến thăm nhà Thanh, người được gọi là "Bogda Khan", ở Bắc Kinh.
Thuật ngữ "Bogda Khan" hoặc "Bogda Khakan" được người Mông Cổ sử dụng để chỉ Hoàng đế.

## Phân chia hành chính
Mông Cổ trong thời nhà Thanh được chia thành hai phần chính: Nội Mông (tiếng Mãn: Dorgi) và Ngoại Mông (tiếng Mãn: Tülergi). Điều này ảnh hưởng đến sự chia tách ngày nay của Mông Cổ hiện đại và Khu tự trị Nội Mông của Trung Quốc. Bên cạnh 4 aimag Ngoại Mông và 6 liên minh Nội Mông, cũng có những khu vực rộng lớn như biên giới Khobdo và khu bảo vệ biên giới dọc theo biên giới Nga, nơi chính quyền Thanh quản lý trực tiếp hơn.
Nội Mông 24 Aimags ban đầu của Mông Cổ đã bị xé lẻ và thay thế bằng 49 khoshuus (vùng đất biểu tượng) mà sau đó được tổ chức thành sáu chuulgans. Tám khoshuus của người Chakhar và hai khoshuus của người Tümed quanh Quế Hoa được quản lý trực tiếp bởi chính quyền nhà Thanh.
- Liên minh Jirim
- Liên minh Josotu
- Liên minh Juu Uda
- Liên minh Shilingol
- Liên minh Ulaan Chab
- Liên minh Ihe Juu

Thêm vào đó, vào thời những người kế vị, các liên minh này được kiểm soát trực tiếp bởi hoàng đế nhà Thanh.
- Chakhar 8 khoshuu
- Guihua (Hohhot) Tümed 2 khoshuu

Ngoại Mông
- Khalkha

- Secen Khan aimag 23 khoshuu
- Tüsheetu Khan aimag 20 khoshuu
- Sain Noyon Khan aimag 24 khoshuu
- Zasagtu Khan aimag 19 khoshuu

- Khövsgöl[38]
- Tannu Uriankhai
- Lãnh thổ Kobdo 30 khoshuu
- Ili 13 khoshuu (thuộc Tân Cương ngày nay)
- Khökh Nuur 29 khoshuu (Thanh Hải)
- Tây Hetao Mông Cổ
- Ejine khoshuu (nay là Ejina ở Alxa aimag, Nội Mông)
- Alasha khoshuu (ngày nay ở Alxa aimag, Nội Mông)

## Văn hóa thời Mông Cổ thuộc Thanh

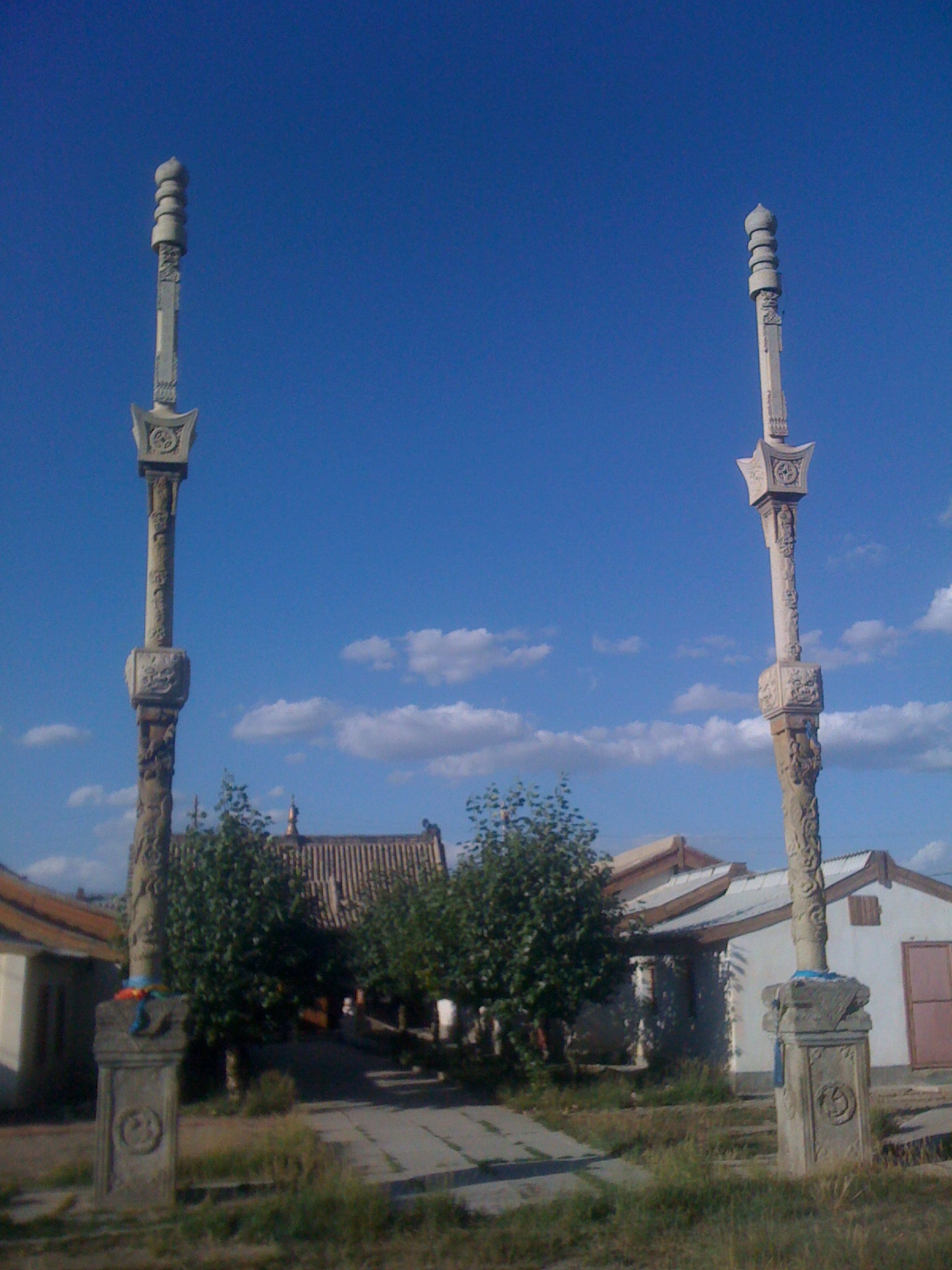
Hai cột thuộc tu viện Mẹ Tara được gửi bởi Càn Long cho người Mông Cổ vào năm 1753, quận Amgalan, Ulaanbaatar.

Trong khi phần lớn dân số Mông Cổ trong giai đoạn này là mù chữ, Người Mông Cổ đã tạo ra một số tài liệu xuất sắc. Những người Mông Cổ biết chữ trong thế kỷ 19 đã sản xuất nhiều tác phẩm lịch sử trong cả hai bài báo của Mông Cổ và Tây Tạng và có nhiều bài học về ngữ văn. Giai đoạn này cũng thấy nhiều bản dịch từ tiểu thuyết Trung Quốc và Tây Tạng.

### Hüree Soyol (văn hoá Hüree)
Trong thời nhà Thanh, Hüree (Ulaanbaatar hiện đại, thủ đô của Mông Cổ) là nơi có nền văn hoá phong phú. Các bài hát theo phong cách Hüree tạo thành một số lượng lớn các nền văn hoá truyền thống Mông Cổ; một số ví dụ bao gồm "Người gửi Alia", "Arvan Tavnii Sar", "Tsagaan Sariin Shiniin Negen", "Zadgai Tsagaan Egule" và nhiều hơn nữa.

## Học thuật thời Mông Cổ thuộc Thanh
Nhiều cuốn sách kể cả biên niên sử và thơ đã được người Mông Cổ viết trong thời nhà Thanh. Những điểm đáng chú ý bao gồm:
- Altan Tobchi (Mông Cổ Hoàng Kim sử) của Lubsandanzan
- Höh Sudar (Kinh Phật buồn) của Borjigin Vanchinbaliin Injinashi